# الطلبة الجبيلية (بني حسان)
الطلبة الجبيلية هو دُوَّار يقع بجماعة سيدي بوبكر، إقليم الرحامنة، جهة مراكش آسفي في المملكة المغربية. ينتمي الدوّار لمشيخة بني حسان التي تضم 7 دواوير. يقدر عدد سكانه بـ 156 نسمة حسب الإحصاء الرسمي للسكان والسكنى لسنة 2004.

## روابط خارجية
- البوابة الوطنية للجماعات الترابية
- المندوبية السامية للتخطيط